# 苏珊 (索姆省)
苏珊（法語：Suzanne，法語發音：[syzan]）是法国上法蘭西大區索姆省的一个市镇，属于佩罗讷区。

## 地理
苏珊（49°57'1"N, 2°46'3"E）面积8.66 平方千米，位于法国上法蘭西大區索姆省，该省份为法国北部沿海省份，北起加来海峡省和北部省，西接滨海塞纳省和大西洋英吉利海峡，南至瓦兹省，东临埃纳省。
与苏珊接壤的市镇（或旧市镇、城区）包括：埃克吕谢沃、索姆河畔布赖、卡皮、马里库尔、卡尔努瓦-马梅。

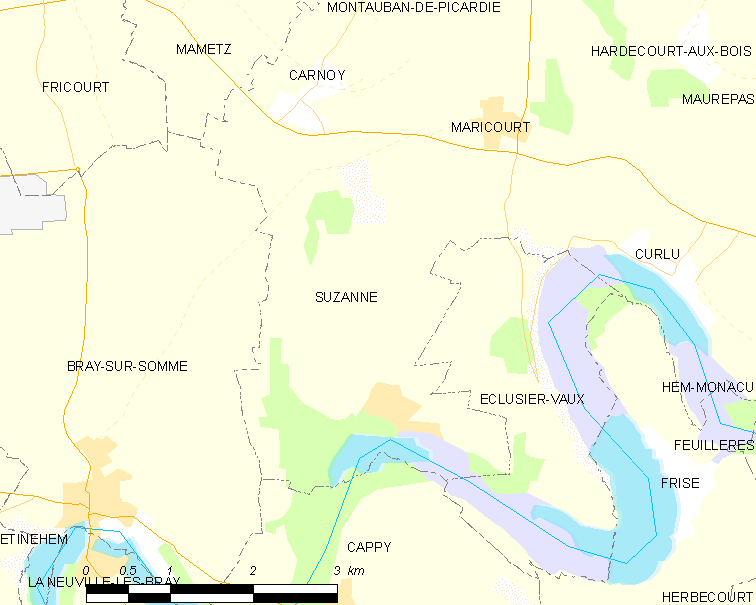
的OSM定位图

苏珊的时区为UTC+01:00、UTC+02:00（夏令时）。

## 行政
苏珊的邮政编码为80340，INSEE市镇编码为80743。

## 政治
苏珊所属的省级选区为阿尔贝县。

## 人口

1962-2008年间人口变化图示

苏珊于2022年1月1日时的人口数量为191人。